# Norman Margolus
Norman H. Margolus (né en 1955) est un physicien et informaticien canado-américain, connu pour son travail sur les automates cellulaires et le calcul réversible.
Il est un chercheur affilié au  Laboratoire d'informatique et d'intelligence artificielle du Massachusetts Institute of Technology.
Norman Margolus est connu pour avoir inventé l'automate cellulaire de blocs (en). Il s'est servi de ces travaux pour simuler des ordinateurs boule de billard (en) sur plusieurs types d'automates cellulaires réversibles, y compris des types d'automates cellulaires de bloc et d'automate cellulaire de second ordre (en),,. Ce dernier type d'automate cellulaire a été inventé par Edward Fredkin (en), celui qui supervisa la thèse de doctorat en physique que Margolus obtint du MIT en 1987.
Il fut l'un des organisateurs d'une réunion de recherche fondamentale sur les liens entre la physique et la théorie de la calculabilité, qui eut lieu à Mosquito Island en 1982. On lui doit, en collaboration avec Lev B. Levitin, le théorème de Margolus-Levitin.